# Самовоспроизведение
Самовоспроизведение — способность живого организма, его органа, ткани, клетки или клеточного органоида или включения к образованию себе подобного. В более широком смысле любое поведение динамической системы, которое дает идентичную копию этой динамической системы. Самовоспроизведение у живых организмов происходит за счет размножения.

## Виды самовоспроизведения
Во время клеточного деления ДНК размножается и может передаваться потомству во время размножения. Биологические вирусы могут быть воспроизведены, но только путем манипулирования репродуктивной машиной клеток в процессе инфекции. Компьютерные вирусы также размножаются, используя аппаратное и программное обеспечение, уже установленное на компьютерах. Самовоспроизводство в робототехнике является областью исследований и интереса к научной фантастике. Любой самовоспроизводящийся механизм, который не делает идеальную копию, приведет к созданию различных вариантов и, таким образом, станет предметом естественного отбора.
В последних исследованиях репликаторы классифицируются в соответствии с объемом поддержки, которая им требуется:
- Самосборные системы (машины фон Неймана). Они собирают свои копии с готовых деталей. Такие системы уже существуют (заводы, на которых промышленные роботы собирают других таких роботов).
- Системы самовоспроизводства, которые производят свои копии из промышленного сырья и материалов - металлов, пластмасс, полупроводников и т. д.
- «Автотрофные» репликаторы - самовоспроизводящиеся машины, которые могут размножаться, извлекая материалы из естественной среды. Этот тип репликатора теперь может быть полностью независимым от человека. Неорганические автотрофные репликаторы могут быть разработаны людьми в ближайшем будущем и могут быть легко перепрограммированы для производства удобных для человека продуктов.
- Природные репликаторы. Эти системы включают в себя все природные формы жизни.

### Самовоспроизведение организмов
- - Бесполое размножение — форма размножения, не связанная с обменом генетической информацией между особями — половым процессом.
  - Половое размножение — размножение, связанное со слиянием половых клеток.
- Самовоспроизведение клеток в многоклеточных организмах происходит путём их деления.
- К самовоспроизведению способны митохондрии, пластиды и центриоли.
- К самовоспроизведению внутри живых клеток способны вирусы.

## Самокопирующаяся компьютерная программа
В информатике самовоспроизводящаяся компьютерная программа - это компьютерная программа, которая при исполнении воспроизводит свой собственный код. Это также называется Quine. Вот пример программы на языке программирования Python:
```
a
=
'a=
%s
;print a
%%
`a`'
;
print
 
a
%
`
a
`

```

Более тривиальным подходом является написание программы, которая будет делать копию любого потока данных, который направлен на неe, а затем направлять его себе. В этом случае программа рассматривается как исполняемый код и как данные, которыми нужно манипулировать.
Этот подход распространен в большинстве самовоспроизводящихся систем, включая биологические аспекты жизни, и является более простым в том смысле, что он не требует, чтобы программа содержала полное описание себя.
Во многих языках программирования пустая программа по-прежнему является легальной программой, которая выполняется без ошибок или других выходных данных. Таким образом, выходные данные совпадают с исходным кодом, поэтому программа выполняет тривиальное самовоспроизведение.